# Ibex Airlines
Ibex Airlines – japońska linia lotnicza z siedzibą w Kōtō. Obsługuje połączenia krajowe z Tokio. Głównym węzłem jest Port lotniczy Sendai.
Cała flota realizuje połączenia dla ANA Connecion, przewoźnika z grupy All Nippon Airways.

## Flota
Według stanu na styczeń 2025 flota Ibex Airlines składała się z 9 samolotów o średnim wieku 10,8 lat:
| Samolot            | Samolot | Samolot   | Liczba miejsc | Uwagi |
| Model              | Aktywne | Zamówione | Liczba miejsc | Uwagi |
| ------------------ | ------- | --------- | ------------- | ----- |
| Bombardier CRJ-700 | 9       | -         | 70            |       |
| Łącznie            | 9       | 0         |               |       |